# Romance planetário

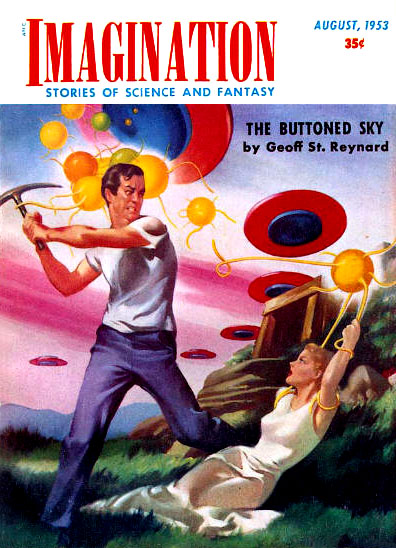
Capa da revista Imagination, agosto de 1953

Romance planetário (planetary romance no original) é um sbugênero da ficção científica ou fantasia científica na qual o grosso da ação consiste em aventuras em um ou mais planetas exóticos, caracterizados por cenários físicos e culturais distintos. Alguns romances planetários transcorrem em uma sociedade futura onde viagens entre mundos via espaçonave são corriqueiras; outros, particularmente os primeiros exemplos do gênero, não o fazem, invocando tapetes voadores, projeções astrais e outros métodos implausíveis de viajar entre planetas. Em qualquer dos casos, são as aventuras planetárias o foco da história, não o método de viagem.
Em  Science Fiction: The 100 Best Novels (1985), o editor e crítico David Pringle nomeou Marion Zimmer Bradley e Anne McCaffrey duas das "principais representantes nos dias atuais" para o tipo de ficção científica romance planetário.
Há uma sobreposição significativa do gênero com outro subgênero, o espada e planeta.

## Protótipos e Características
Como o nome do gênero sugere, o romance planetário é uma extensão dos "pulps" e romances de aventura de fins do século XIX e início do século XX numa montagem planetária. Os romances "pulp" (de escritores como Henry Rider Haggard e Talbot Mundy) apresentam personagens destemidos em cenários exóticos e "mundos perdidos" tais como a América do Sul, África, Oriente Médio e Extremo; uma variante ocorria em países reais ou fictícios de tempos antigos e medievais, e eventualmente contribuíram para o moderno gênero da fantasia.
No romance planetário, as transformações da "space opera" são aplicadas ao gênero de romance "pulp": o bravo aventureiro torna-se um viajante espacial, freqüentemente da Terra, simbolizada pela Europa e Estados Unidos modernos (entendidos como centros de tecnologia e colonialismo). Outros planetas (freqüentemente, nas primeiras histórias do gênero, Marte e Vênus) substituindo Ásia e África como locais exóticos; onde tribos hostis de alienígenas e suas decadentes monarquias substituem os estereótipos ocidentais de "raças selvagens" e "despotismo oriental". Enquanto o romance planetário tem sido usado como um modo de expressar uma vasta variedade de idéias políticas e filosóficas, um assunto permanente é o do encontro de civilizações mutuamente alienígenas, suas dificuldades de comunicação e os resultados freqüentemente desastrosos que se seguem.

## Edgar Rice Burroughs e as histórias de "espada e planeta"

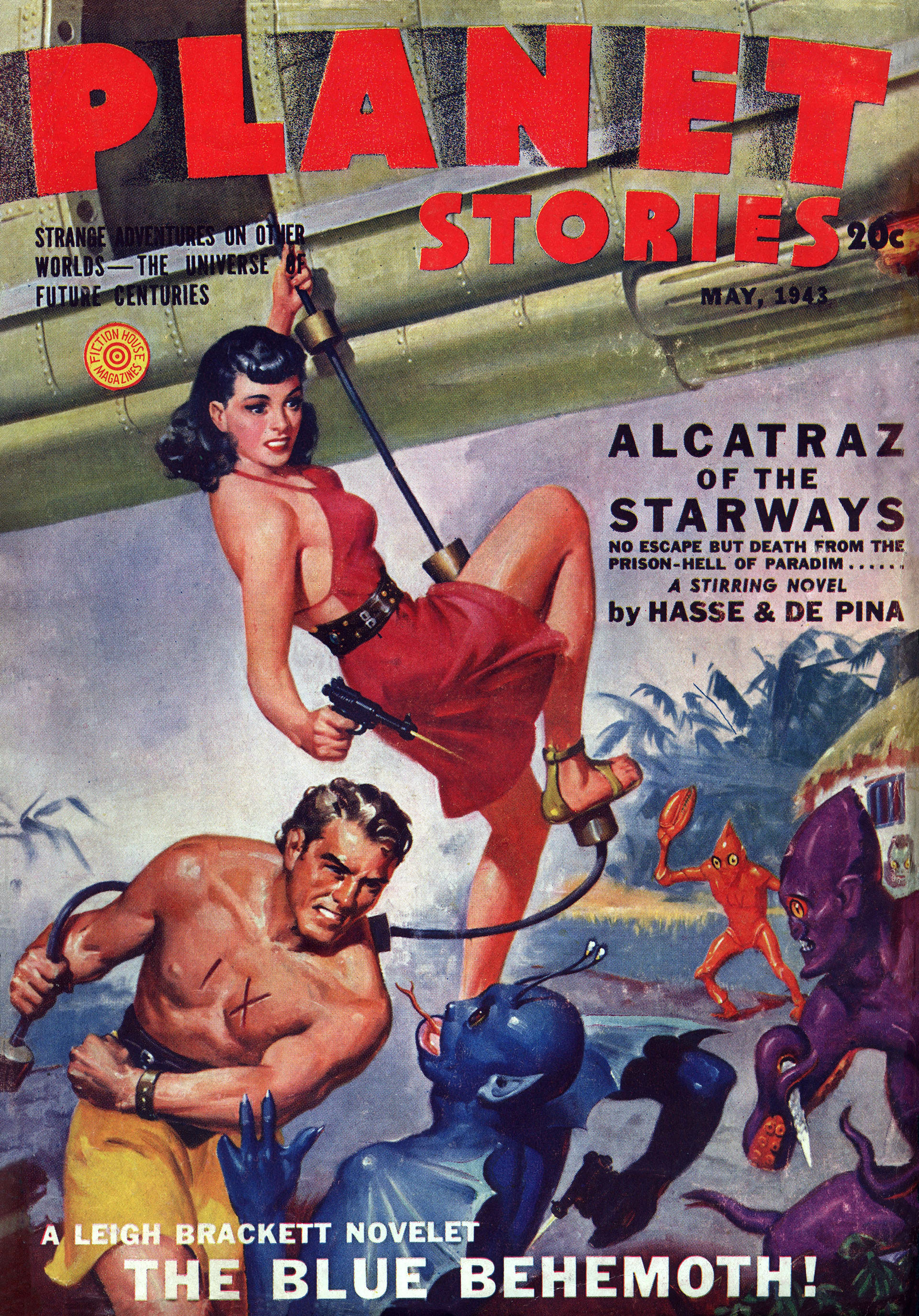
Capa da Planet Stories, maio de 1943

O primeiro autor a obter um grande mercado para esse tipo de história foi Edgar Rice Burroughs, cujos primeiros episódios da série Barsoom apareceram no "pulp" All-Story em 1911. Ainda que os escritos de Burroughs não fossem inteiramente originais, ele ao menos popularizou o conceito do tipo de aventuras "pulp" em outros planetas. O "Barsoom" (Marte) de Burroughs manifestava uma mistura caótica de estilos culturais e tecnológicos, combinando dispositivos futurísticos tais como "pistolas de rádio" e máquinas voadoras suspensas por um misterioso raio levitante, com anacrônicas cargas de cavalaria marcianas, um sistema feudal com imperadores e princesas, muitas lutas de espadas, e um código marcial pouco crível para justificá-las. O Universo de Duna de Frank Herbert e Star Wars de George Lucas são descendentes diretos desta tradição de fundir o futurístico ao medieval. O conteúdo das histórias de Barsoom era puro capa e espada, constituindo-se numa série de aprisionamentos, lutas de gladiadores, fugas ousadas, matança de monstros e duelos com vilões. Elementos de fantasia são mínimos; com exceção da telepatia, a maior parte dos exemplos de "magia" são dispensados ou expostos como parvoíces.
As histórias de Burroughs deram origem a um grande número de imitadores. Alguns, como Otis Adelbert Kline exploraram o novo mercado que Burroughs havia criado; mesmo Burroughs imitou a si mesmo em sua série sobre Vênus, iniciada em 1934. Depois de estar fora de moda por algumas décadas, os anos 1960 viram surgir um interesse renovado em Burroughs e na produção de imitações "burroughsianas" por autores como Lin Carter e Michael Moorcock. Este gênero conscientemente imitativo, influenciado também por autores de espada e feitiçaria como Robert E. Howard , atende pelo nome de ficção "espada e planeta", o próprio Howard escreveu um romance do gênero: Almuric; ela é essencialmente estática, um gênero "retrô", visando reproduzir mais do mesmo gênero de história, com pouquíssima variação numa fórmula estabelecida. Talvez por essa razão, muitos autores de "Espada e Planeta" tenham escrito séries com seqüências exageradamente longas, o exemplo extremo sendo a saga de Dray Prescot de Kenneth Bulmer, composta de cinqüenta e três romances.

## Romance Planetário e ficção científica

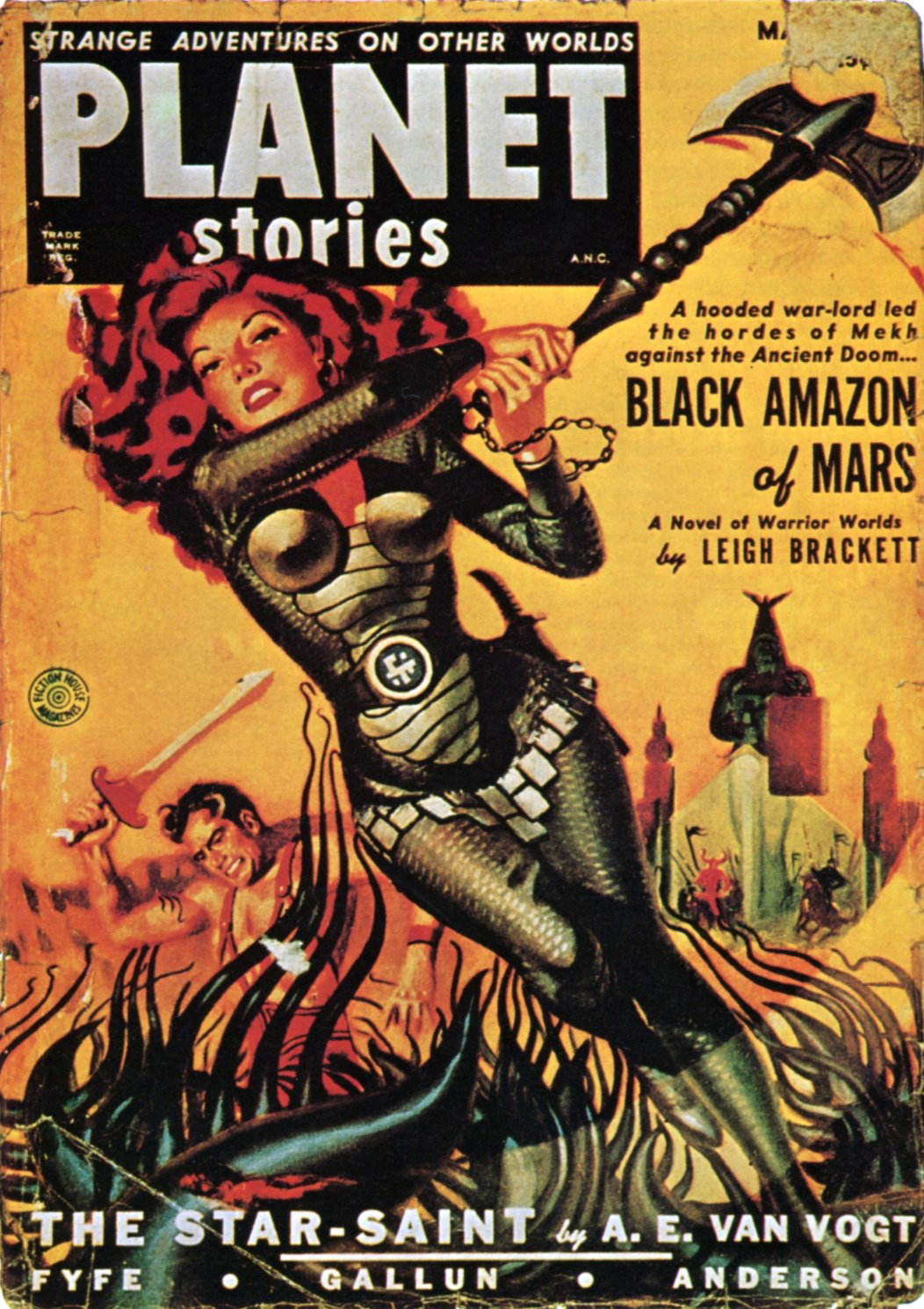
Edição de Março de 1951 de Planet Stories; arte de Allen Anderson

A publicação das revistas "pulp" de ficção científica iniciada em 1926 (e tornando-se especialmente prolíficas nos anos 1930) criaram um novo mercado para romances planetários, e e tiveram um forte efeito sobre as encarnações posteriores do gênero. Alguns "pulps", tais como Planet Stories e Startling Stories, eram basicamente dedicados a publicar romances planetários, enquanto os "pulps" existentes de fantasia, como Weird Tales começaram a publicar romances de ficção científica junto do seu cardápio habitual de horror e espada e feitiçaria. Um dos mais espetaculares autores neste estilo foi C. L. Moore, a autora das histórias de Northwest Smith (1933-1947), apresentando um rude homem do espaço que se encontra continuamente envolvido com forças alienígenas quase mágicas. Há pouca fanfarronada nas histórias de Moore, o qual se concentra na tensão psicológica, especialmente o medo e a fascinação do desconhecido, que surge nas obras de Moore tanto perigoso quanto erótico.
Nos anos 1940 e 1950, uma das mais significativas contribuintes ao gênero do romance planetário foi Leigh Brackett, cujas histórias combinam heróis complexos e vagabundos (por vezes, criminosos), grandes aventuras, histórias de amor ocasionalmente, cenários ricamente detalhados com um peso e uma profundidade pouco usuais em "pulps" e um estilo que conectou "space opera" e fantasia.  Brackett era uma contribuinte regular de Planet Stories  e Thrilling Wonder Stories, para as quais ela produziu uma série de contos entrelaçados no mesmo universo, mas - com exceção das histórias de Eric John Stark - com protagonistas totalmente diferentes.  As histórias de Brackett são basicamente de aventura, mas também contém reflexões sobre os temas do imperialismo cultural e corporativo, e colonialismo.
Há uma semelhança instrutiva entre The Enchantress of Venus, uma das histórias de Stark escritas por Brackett e Empire of the Atom de A. E. van Vogt. Ambos tomam como ponto de partida a trama e a situação de Eu, Cláudio de Robert Graves. Van Vogt segue a trama mais de perto, concentrando sua invenção no plano de fundo de seu império enquanto enfatiza a vulnerabilidade do herói. Brackett introduz um homem da Terra que é impactado pelo fascínio romântico da mulher envolvida nessas intrigas. Embora ambas as histórias sejam "space operas", somente a de Brackett é um romance planetário.
De meados dos anos 1960 em diante, o tipo tradicional de romance planetário que transcorre no Sistema Solar saiu de moda; visto que os avanços tecnológicos revelaram como hostis à vida a maioria dos mundos locais, as novas histórias planetárias transcorrem em planetas extra-solares, geralmente através da pressuposição de algum tipo de viagem-mais-rápida-que-a-luz.
O romance planetário tornou-se um componente significativo da ficção científica atual, embora - possivelmente devido ao fato do termo ser percebido como pejorativo - poucos escritores usam esta expressão ao se auto-descrever. Devido a polinização cruzada entre o romance planetário e a "space opera", muitas histórias são difíceis de serem classificadas como sendo totalmente de um tipo ou do outro.
A série Duna de Frank Herbert, particularmente os primeiros livros que transcorrem principalmente no planeta desértico de Arrakis, tem todas as características do romance planetário (e algumas da ficção "espada e planeta"), embora sejam usadas como suporte das meditações de Herbert sobre filosofia, ecologia e a política do poder.  
Os romances de Marion Zimmer Bradley sobre Darkover podem também ser classificados como romances planetários, dado que o foco permanece firmemente ajustado sobre o planeta Darkover, embora o cenário galáctico nunca seja inteiramente limitado ao plano de fundo. De modo similar, a série Krishna de romances planetários racionalizados de L. Sprague de Camp são uma sub-série de sua série de "space opera" Viagens Interplanetarias.
Os primeiros trabalhos de Ursula K. Le Guin, tais como Rocannon's World e Planet of Exile podem ser reconhecidos como romances planetários; argumenta-se que a maior parte de sua série Ekumen poderiam ser classificados como tal, embora em trabalhos posteriores elementos de fantasia estejam submersos, e temas sociais e antropológicos vieram para a frente.

## Exemplos

### Literatura
- Almuric de Robert E. Howard

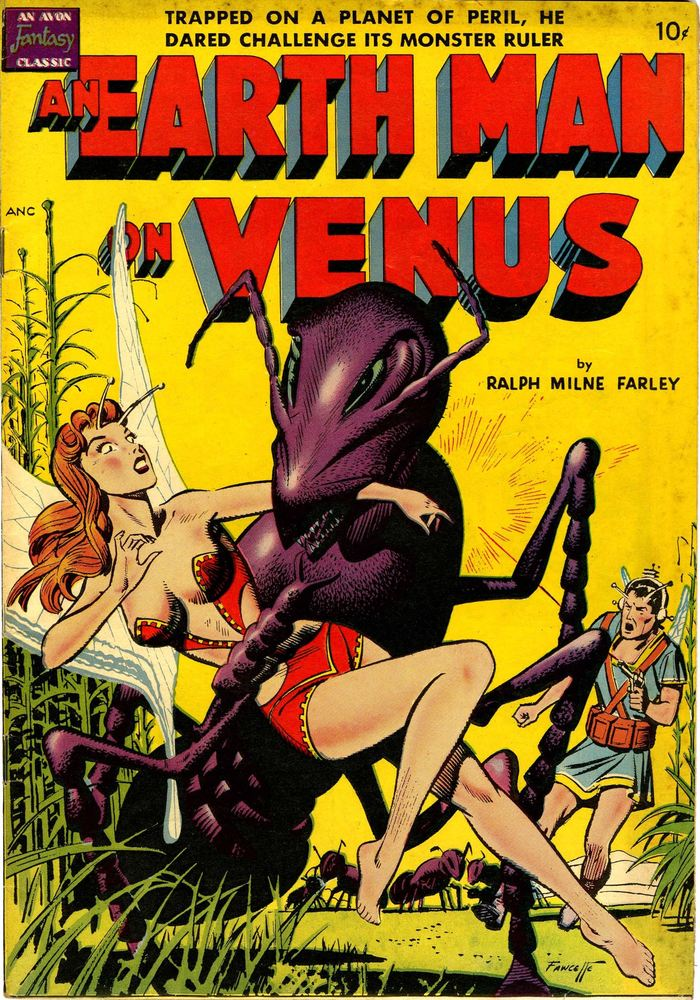
Capa da adaptação em quadrinhos de The Radio Man, Avon Publications, 1950, arte de Gene Fawcette

- Arrakis (na Série Duna) de Frank Herbert
- Barsoom (Marte) and Amtor (Vênus) de Edgar Rice Burroughs
- Darkover de Marion Zimmer Bradley
- Eldorado de  Francis Carsac
- Gor de John Norman
- Hainish Cycle de Ursula K. Le Guin
- Helliconia de Brian Aldiss
- Kregen de Kenneth Bulmer
- Krishna by L. Sprague de Camp
- Majipoor de Robert Silverberg
- Pern de Anne McCaffrey
- The Radio Man by Ralph Milne Farley
- Riverworld, The Green Odyssey e World of Tiers de Philip José Farmer
- The Saga of the Skolian Empire de Catherine Asaro, incluindo os mundos de Raylicon, Balimul, Parthonia, Debra, and Skyfall.
- The Space Trilogy de C. S. Lewis.
- Michael Kane of Old Mars de Michael Moorcock
- Tormance em A Voyage to Arcturus de David Lindsay

Grande parte do trabalho de ficção científica Jack Vance: o duo  Big Planet  , o trio Alastor', a tetralogia Durdane  , a trilogia 'Cadwal Chronicles'  , o  Tschai  ou  a  tetralogia  Planet of Adventure, a maioria das histórias de  Magnus Ridolph , a pentalogia Demon Princes , e vários romances autônomos, tais como Maske: Thaery e os contos The Moon Moth.

### Histórias em quadrinhos
- Adam Strange
- Buck Rogers
- Flash Gordon de Alex Raymond[12]

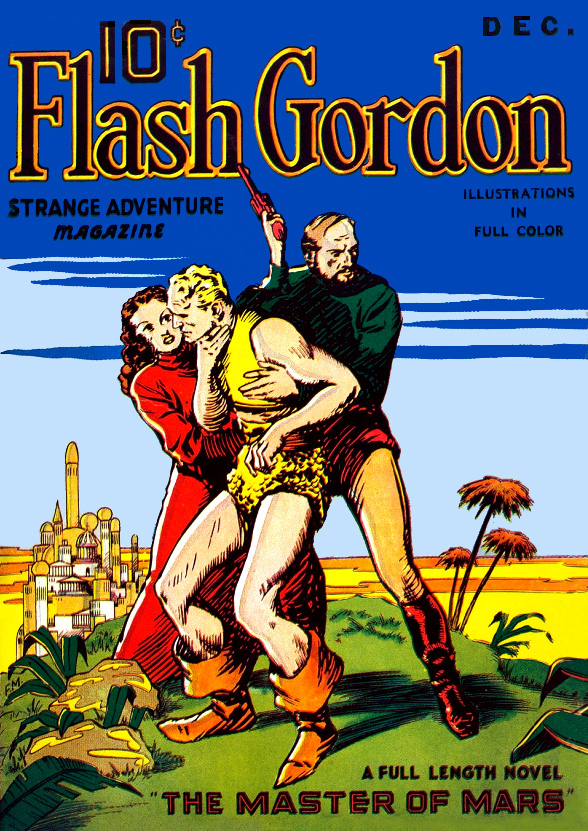
Capa de Flash Gordon Strange Adventures, 1936.

- Apokolips and Nova Gênese — Quarto Mundo
- Os arcos de história em quadrinhos Planet Hulk e World War Hulk.

### Cinema e televisão
- Avatar - Filme de James Cameron ambientado exclusivamente no mundo fictício de Pandora.
- Defiance - Séries de TV criadas exclusivamente em uma versão alterada e terraformada da própria Terra.
- Thor: Ragnarok - Um filme inspirado em Planet Hulk.